# Sant Breç
Sant Breç (en francès Saint-Brès) és un municipi occità del Llenguadoc, situat a la regió d'Occitània], al departament de l'Erau.